# Церковь Сан-Франческо (Прато)
Сан-Франческо (итал. La Chiesa di San Francesco — церковь Святого Франциска) — римско-католическая церковь, расположенная в историческом центре Прато, регион Тоскана, Италия. Церковь Сан-Франческо, на одноименной площади коммуны Прато построена в романском стиле в XII—XIV веках и является одной из первых францисканских церквей с большим монастырем, устроенным на земле, подаренной муниципалитетом Ордену братьев-меньших всего через восемь дней после канонизации святого Франциска, в 1228 году.

## История и архитектура
Строительство монастыря началось 24 июля 1228 года, а возведение церкви — в 1281 году, рядом с капеллой монастыря. Церковь была освящена в октябре 1285 года, а затем повторно 15 января 1508 года Джованни да Прато, епископом Л’Акуилы. Церковь стала одним из первых зданий в Прато, построенных не из камня, а из кирпича. Однако «полосатый» двуцветный фасад образован чередующимися слоями кладки из камня aльберезе и серпентинита.
Портал увенчан треугольным фронтоном XV века. В тимпане фронтона имеется надпись «DEUS SUPER OMNIA» (Бог превыше всего), а в центре — окулюс с рельефом, изображающим Стигматизацию Святого Франциска. Завершение фасада, и, в частности, лепного горельефа около 1422 года, приписывается Донателло (в иной версии Андреа Делла Роббиа). Колокольня XVIII века была спроектирована архитектором из Прато Антонио Бенини (1799—1801). В последующие столетия церковь и монастырь неоднократно обновлялись, особенно в XVII веке.

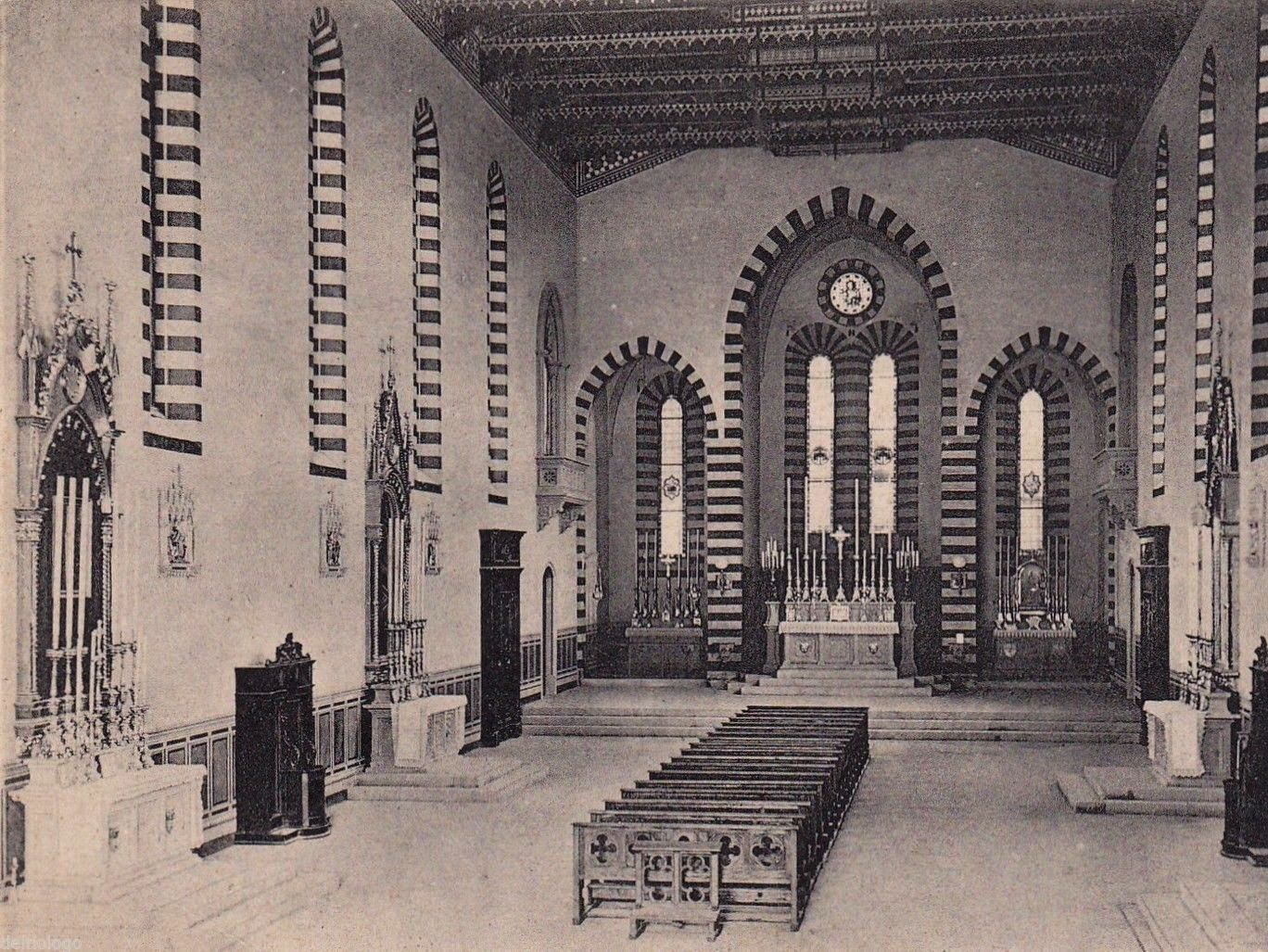
Интерьер церкви после реставрации 1904 года

Монастырь был закрыт во время наполеоновской оккупации в 1808 году, пока в 1818 году монахи-минориты (меньшие братья-францисканцы) не были окончательно заменены монахинями босых кармелитов из монастыря церкви Санта-Мария-делла-Пьета.
В 1902—1904 годах в церкви была проведена радикальная реставрация, в ходе которой были устранены следы постренессансного вмешательства и восстановлена средневековая архитектура. В апреле 1993 года провинциальный капитул ордена босых кармелитов вернул заботу о приходе епархии Прато, а на капитуле 1999 года было принято решение о выводе общины из Сан-Франческо, что и произошло 12 сентября того же года.

## Интерьер и произведения искусства
Среди произведений искусства в интерьере церкви выделяются надгробие Джеминиано Ингирами (ок. 1460), приписываемое Паскино да Монтепульчано. На той же стене, около пресвитерия, находится киворий первой половины XV века, приписываемый Мазо ди Бартоломео. Эти произведения напоминают работы Антонио Росселлино.
Рядом с кафедрой эпохи Возрождения из сероватого песчаника пьетра-серена находится драгоценная панель XV века с монограммой Христа, привезённая в Прато Бернардин Сиенский Святым Бернардино Сиенским и выставленная на алтаре капеллы Чеффини.
Над главным алтарем — полихромное деревянное Распятие XIV века, подаренное торговцем Франческо Датини (который хотел быть похороненным перед алтарем). Надгробие последнего из белого мрамора (работа Никколо ди Пьетро Ламберти, 1411—1412) изображает его внутри табернакля готического стиля.
Зал Капитула, или Капелла Мильорати (La cappella Migliorati), квадратная в плане, перекрыта ребристым крестовым сводом. Комната была полностью декорирована по заказу семьи Мильорати (гербы которой сохранились на угловых колоннах) флорентийцем Никколо Джерини между 1395 и 1400 годами с фигурами, вдохновлёнными искусством Джотто. Свод украшен росписями с изображениями четырёх евангелистов в ярких одеждах, выделяющихся на синем фоне с золотыми звёздами. Самая грандиозная и торжественная сцена цикла, к сожалению, наименее сохранившаяся, занимает большой люнет на восточной стене, напротив входа, и изображает Распятие, сцена, в которой участвуют различные святые. На правой стене в двух регистрах представлены истории из жизни Святого Матфея. На левой стене, прорезанной колокольней, изображены истории святого Антония Игумена. Наконец, входная стена имеет ложные ниши в люнете со святыми Кларой Ассизской, Екатериной Александрийской и, в центре, Иоанном Крестителем, у подножия которого находится надпись с подписью художника («NICCHOLO DI PIERO GIERINI DIPINTORE FIORENTINO PINSE QUI CON SUO COLORE»), а справа — Варфоломео и Антоний Падуанский.
Герцог Адриано Монтемелини в 1564 году для своей капеллы поручил фламандскому живописцу Хендрику ван ден Бруку написать «Поклонение волхвов». Ныне картина хранится в Национальной галерее Умбрии, Перуджа.

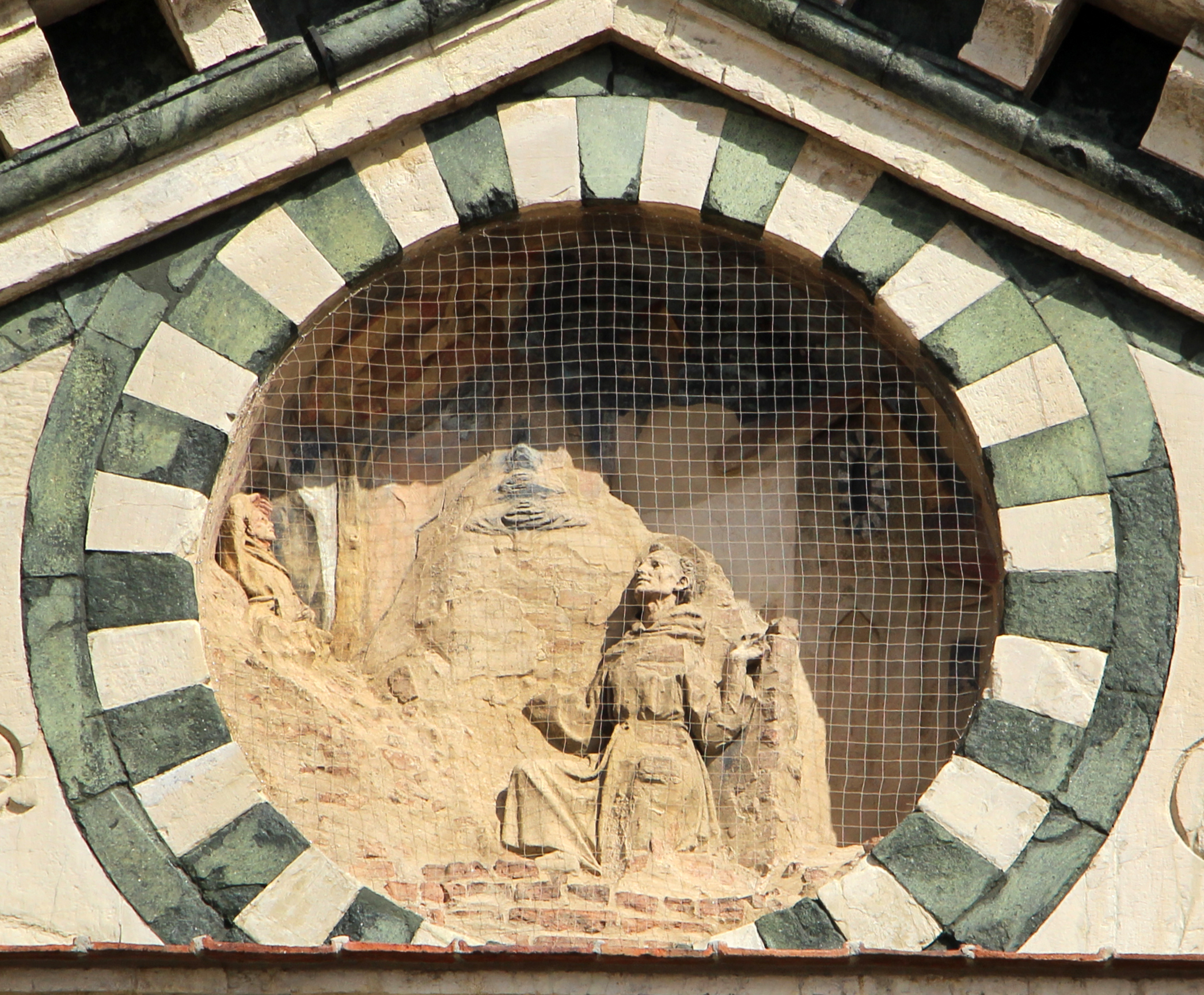
Стигматизация Святого Франциска. Рельеф окулюса фасада. 1417
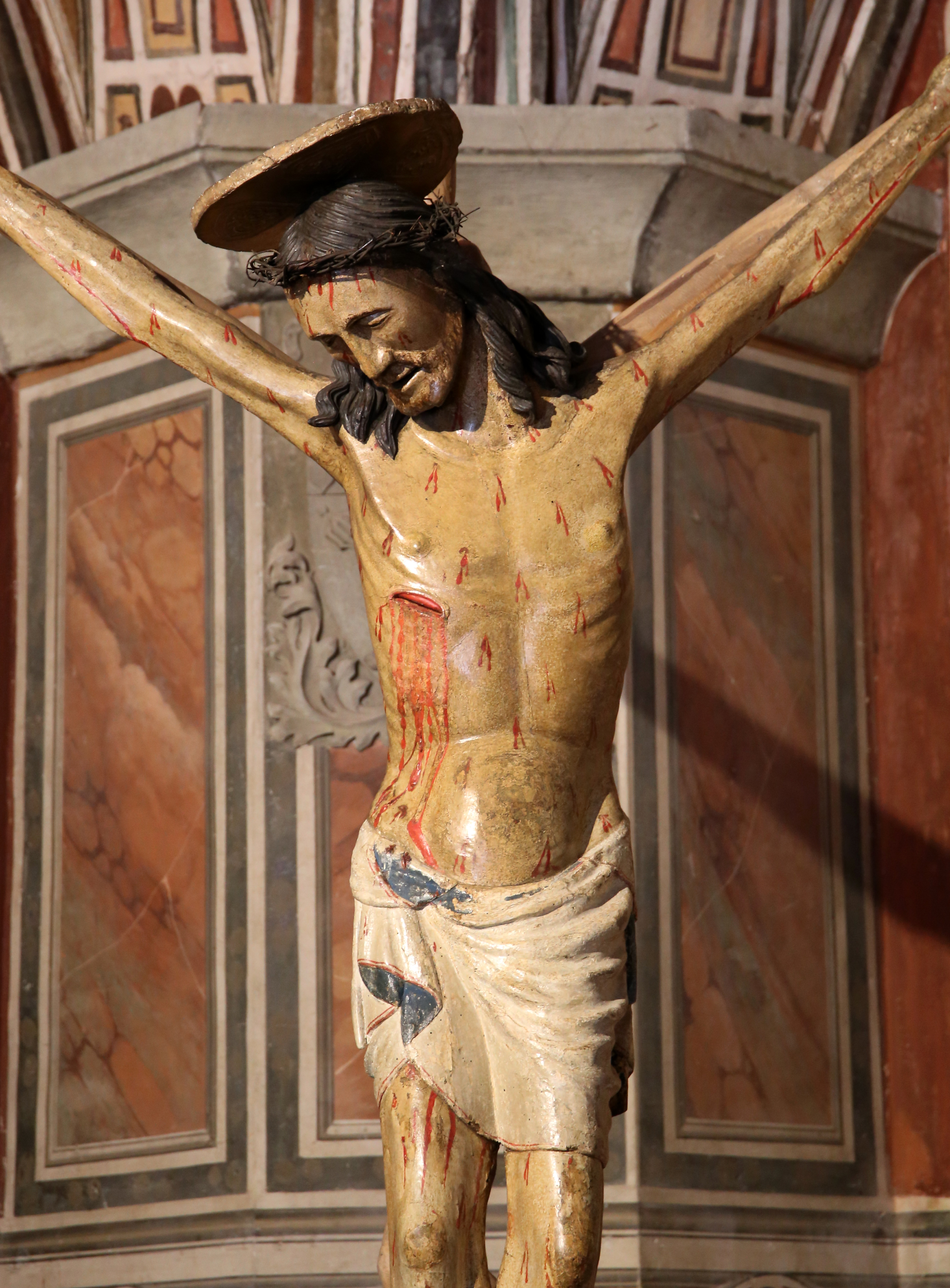
Распятие. Между 1350 и 1400. Дерево, роспись
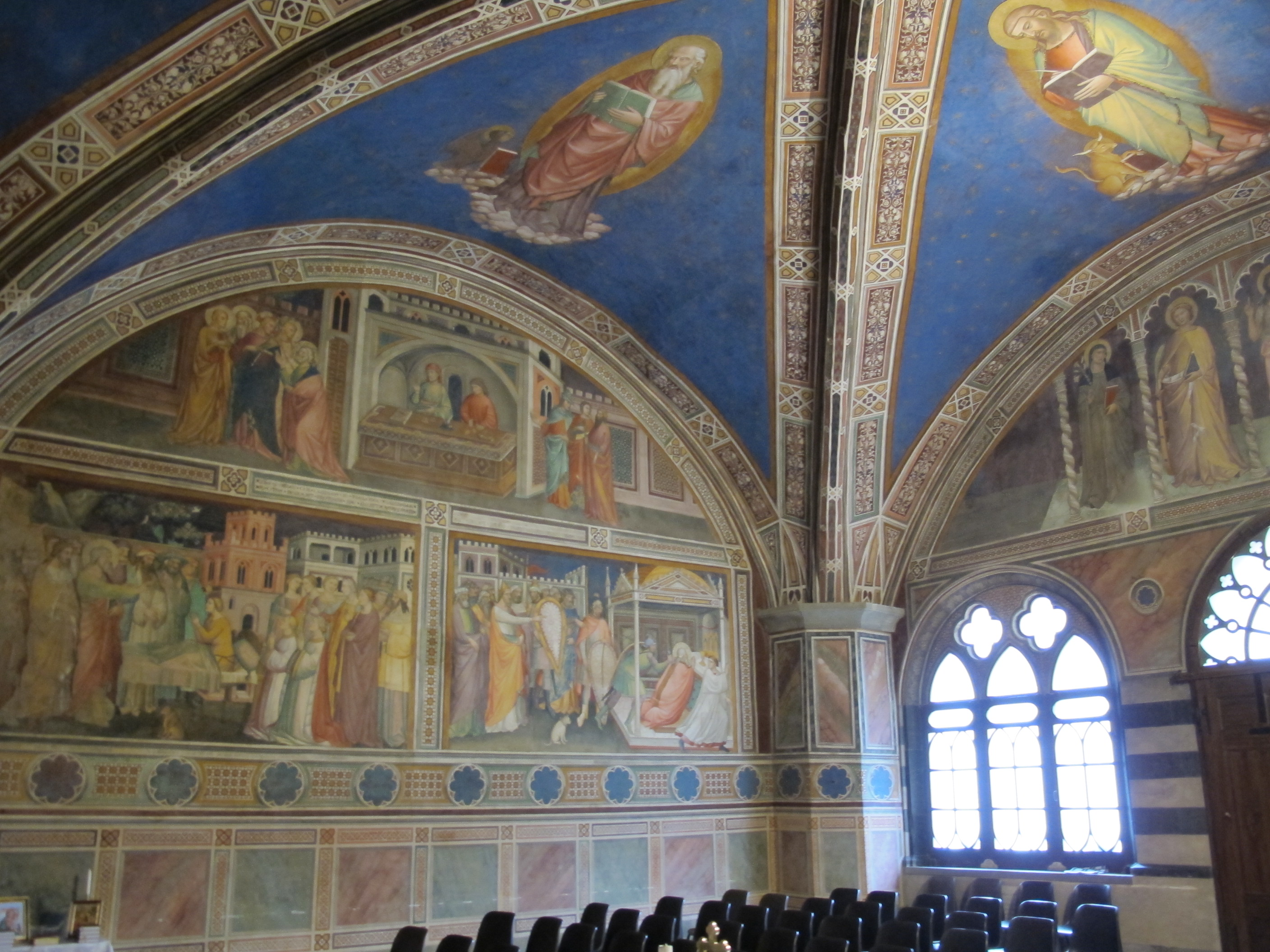
Капелла Мильорати
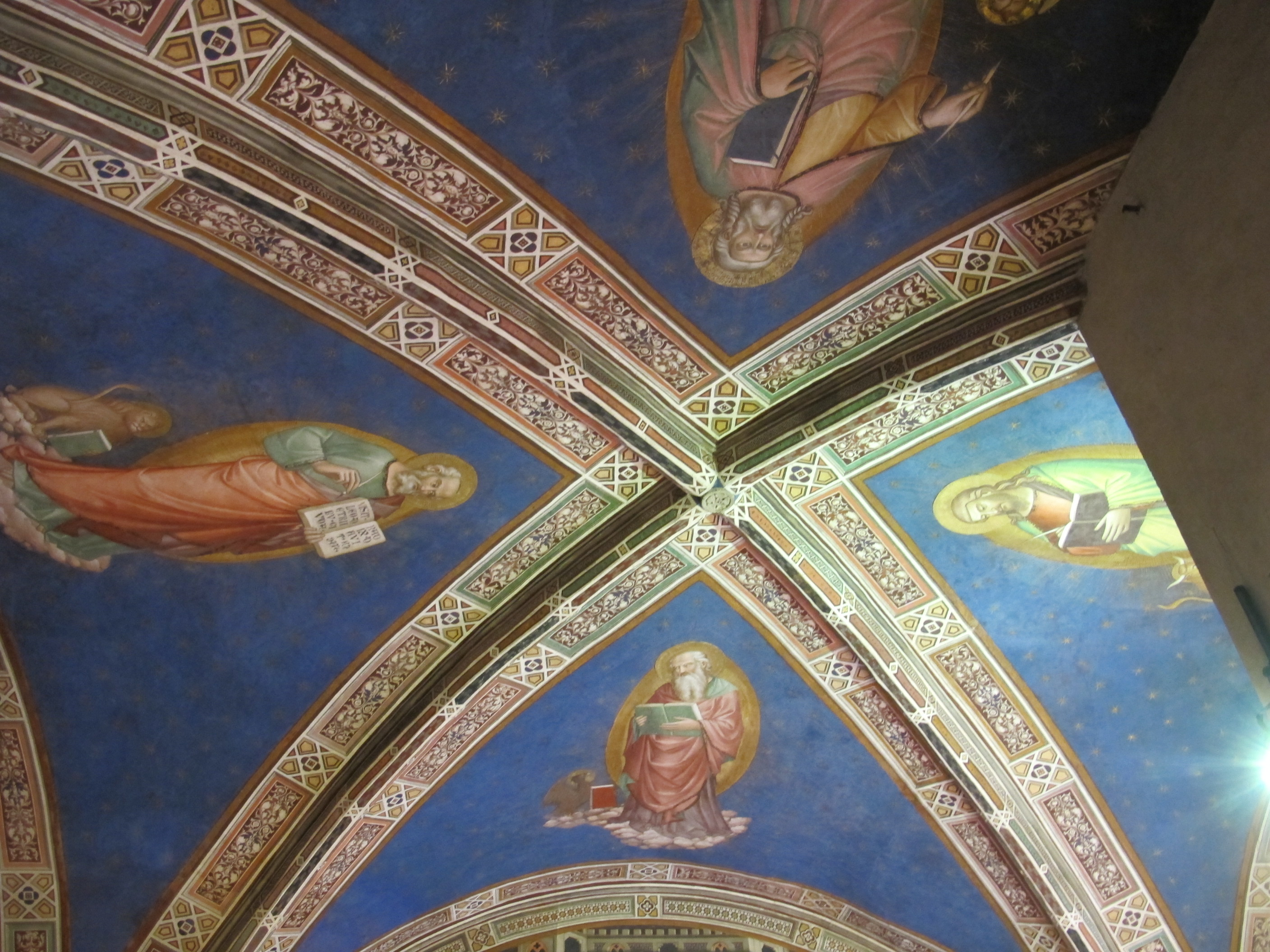
Роспись свода капеллы
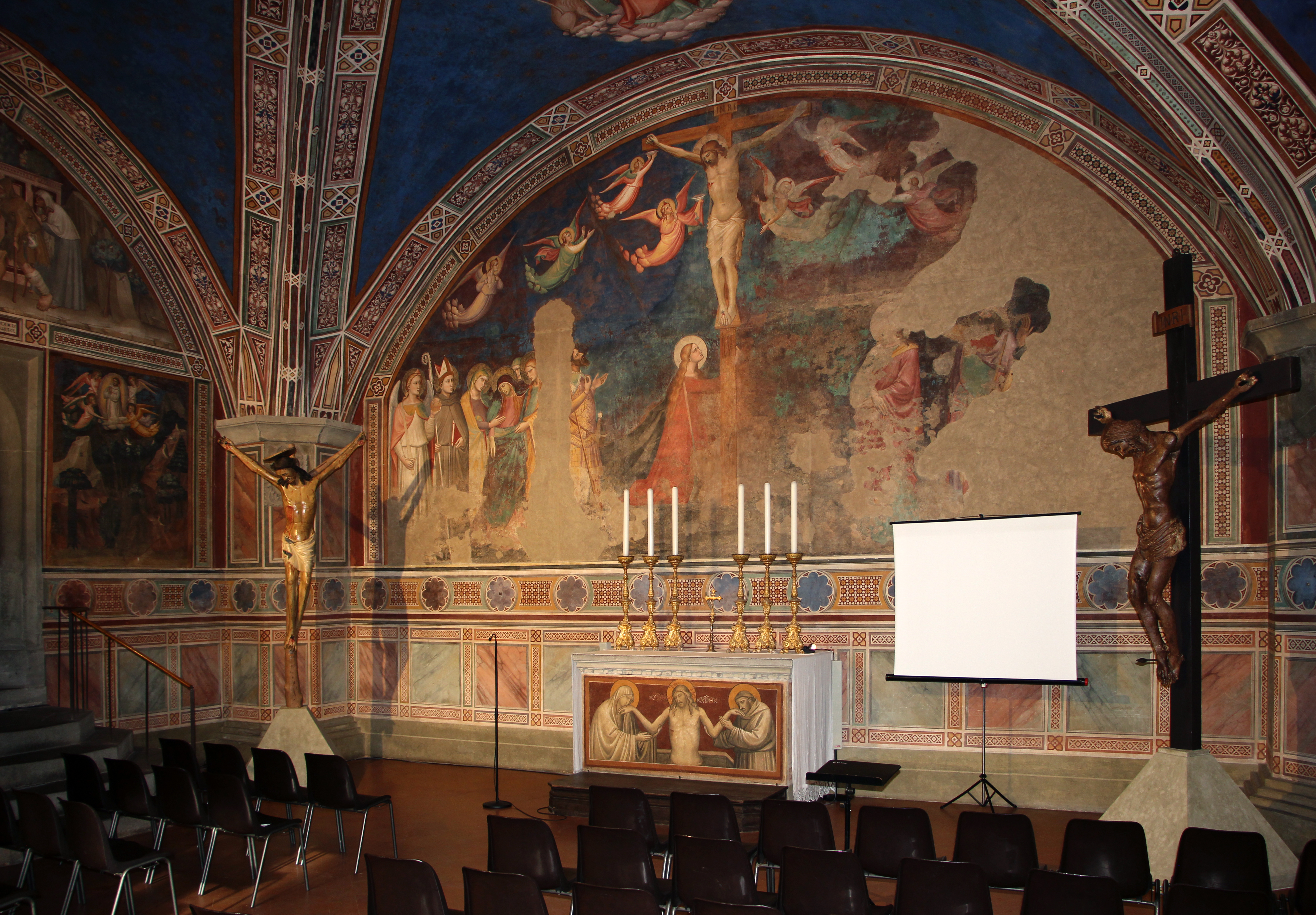
Капелла Мильорати. Фрески Никколо Джерини. Между 1395 и 1400
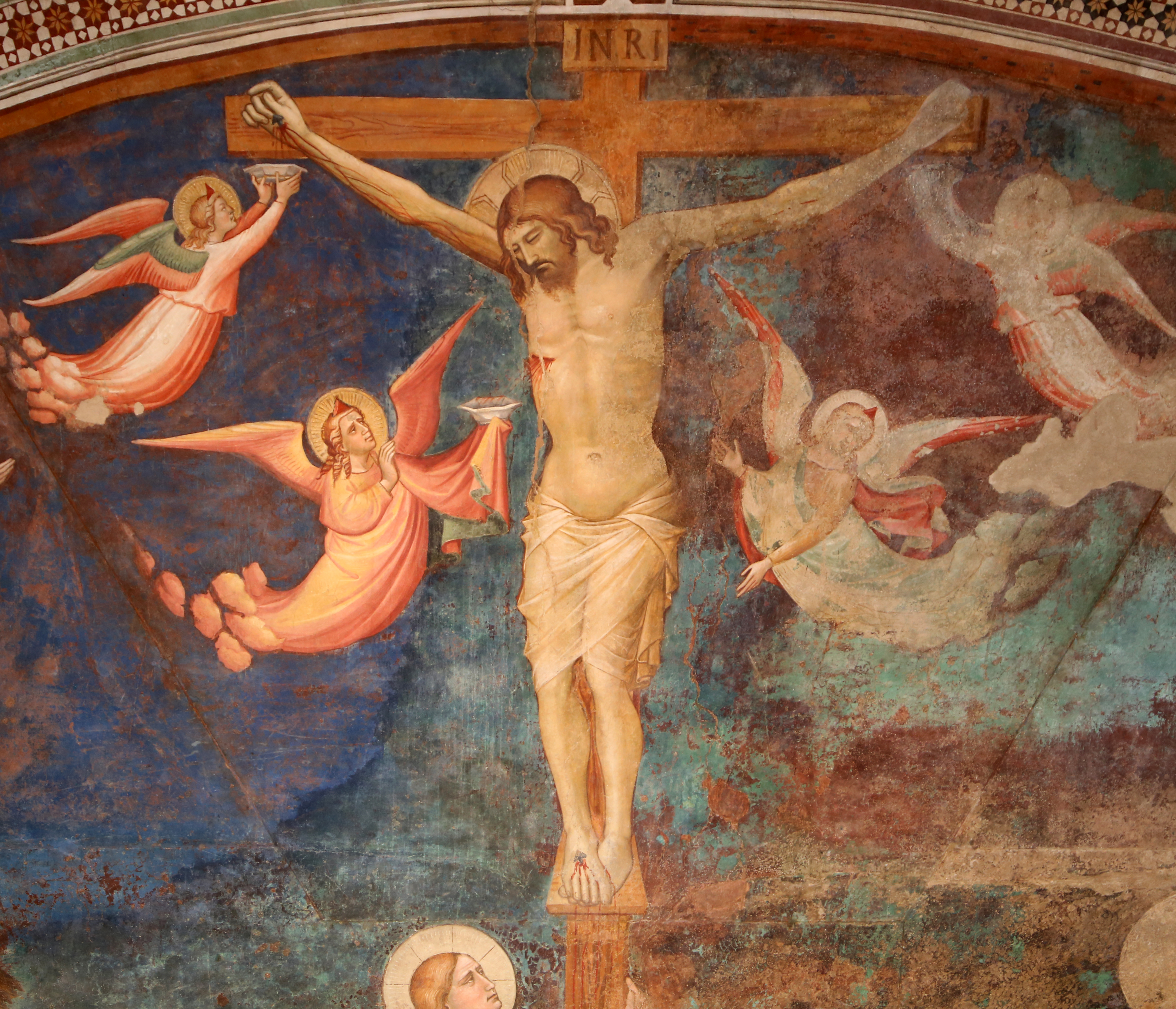
Распятие. Деталь фрески Н. Джерини
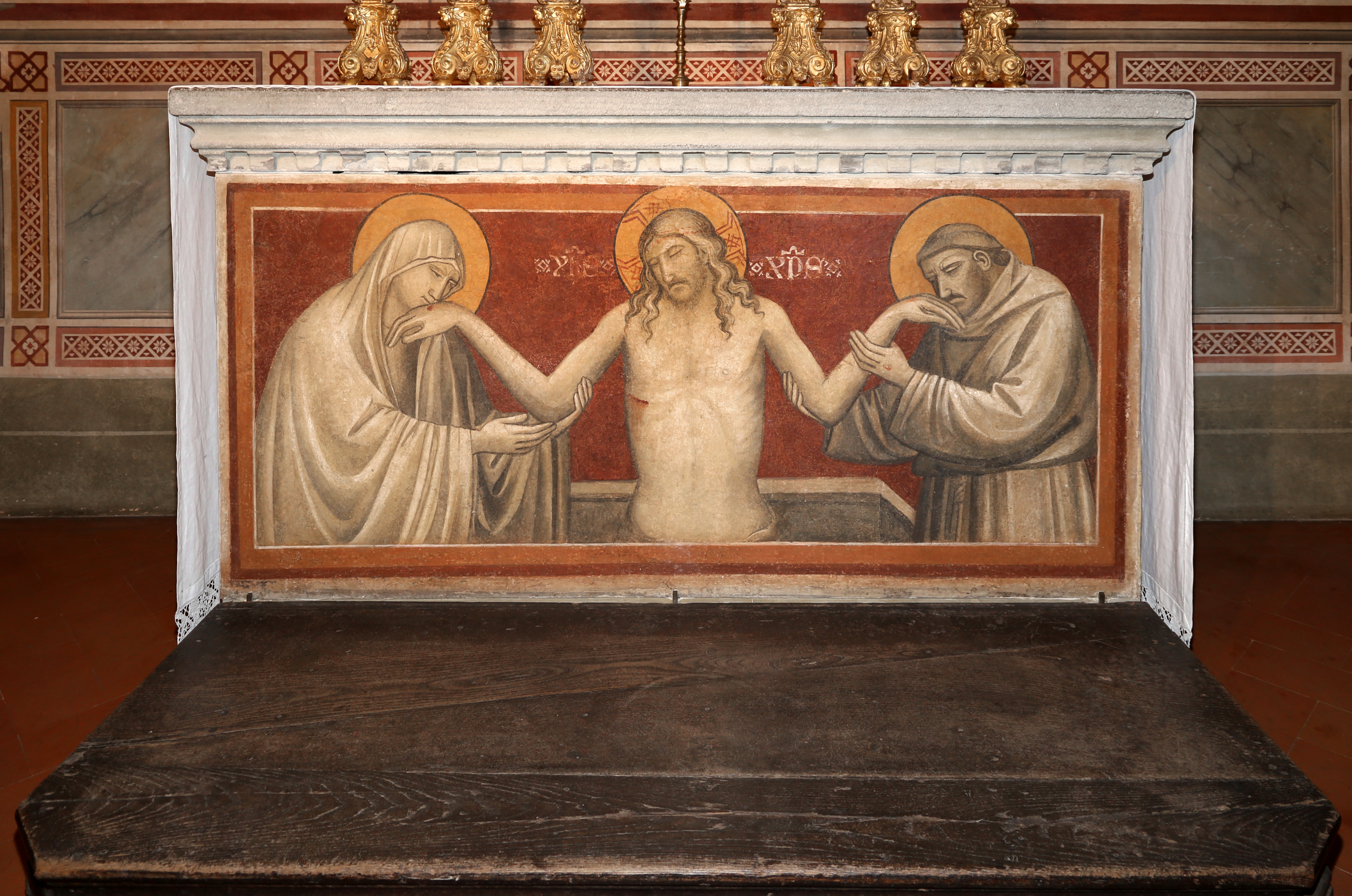
Пределла алтаря. Пьета с Марией и Святым Франциском
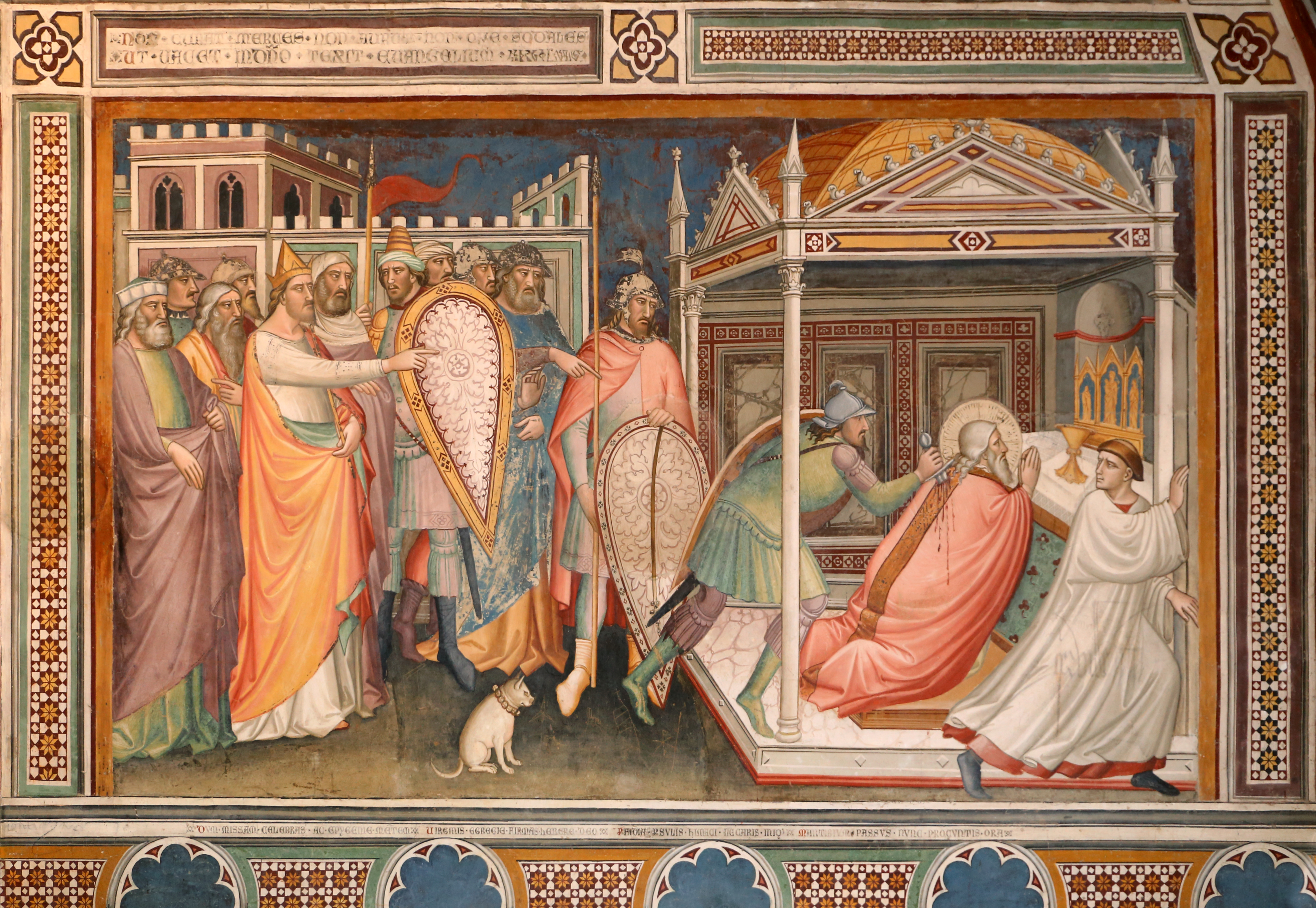
История Святого Матфея. Фреска после реставрации